# بابی جی
بابی جی (به انگلیسی: Bobby G) (زاده ۲۳ اوت ۱۹۵۳) خوانندهٔ انگلیسی است.
او قبلاً عضو گروه باکس فیز بود.